# شلال (محافظة العلا)
شلال، قرية من قرى محافظة العلا، والتابعة لمنطقة المدينة المنورة في السعودية. تقع في شمال المدينة المنورة، وتبعد عنها بمسافة تقارب ( ) كيلو متر، وعن العلا بمسافة تقارب ( ) كيلو متر.

## مركز شلال
مركز شلال: هو من مراكز فئة (ب)
الموقعيقع المركز في الجزء الشمالي الغربي من محافظة العلا .
المساحةتبلغ مساحته (2,039كم2)، وتمثل 6,97% من مساحة المحافظة، ويأتي في المرتبة السابعة من حيث المساحة.
السكانيبلغ عدد سكانه (1324) نسمة، ويأتي في المرتبة الثانية عشر.
بعد المركز عن المحافظةيقع المركز على بعد (26كم) من المحافظة، والطريق المؤدي إليها إسفلتي، ويعتبر المركز في المرتبة الثالثة من حيث القرب من مقر المحافظة.